# サリー・J・ロジャース
サリー・J・ロジャース（Sally J. Rogers）は、アメリカ合衆国の臨床心理士、発達心理学者。カリフォルニア大学デービス校MIND研究所の精神医学名誉教授。自閉スペクトラム症（ASD）の発達過程および早期介入に関する研究で知られ、早期介入プログラムであるESDMを、ジェラルディン・ドーソンと共同で開発した。

## 経歴
オハイオ州オーバリン出身。
1969年、アッシュランド大学で心理学の学士号を取得。1975年、オハイオ州立大学医学部にて発達心理学の博士号取得。博士課程在学中の1974年から1975年にかけて、オハイオ州オリエントにあるオリエント州立研究所（Orient State Institute）においてインターンシップを行った。
2022年にはカリフォルニア州の臨床心理士資格を取得している。

## 所属学会
- アメリカ知的・発達障害協会（AAIDD）
- アメリカ心理学会（APA）
- 国際自閉症研究学会（INSAR） – フェロー会員
- 児童発達研究学会（英語版）（SRCD）[1]

## 表彰
2022年、ロジャースは自閉スペクトラム症研究への多大な貢献が評価され、自閉症研究学会（INSAR）より「生涯功労賞（Lifetime Achievement Award）」を授与された。

## 著書
- Early Start Denver Model for Young Children with Autism（2009）
- Early Start Denver Model Curriculum Checklist for Young Children with Autism（2009）
- Early Start Denver Model for Young Autistic Children（2010）
- An Early Start for Your Child with Autism（2012）